# Stèle au 5e régiment de cuirassiers
La stèle au 5e régiment de cuirassiers est un monument élevé sur le site du champ de bataille de Waterloo en Belgique à la mémoire du 5e régiment de cuirassiers du corps de cavalerie du général français Milhaud.

## Localisation
La stèle se situe sur le territoire de Plancenoit, village de la commune belge de Lasne, dans la province du Brabant wallon.
Elle se dresse au carrefour du chemin de la Belle-Alliance, de la rue aux Loups et du chemin du Lanternier, à environ 300 m au sud-est du poste d'observation de Napoléon.

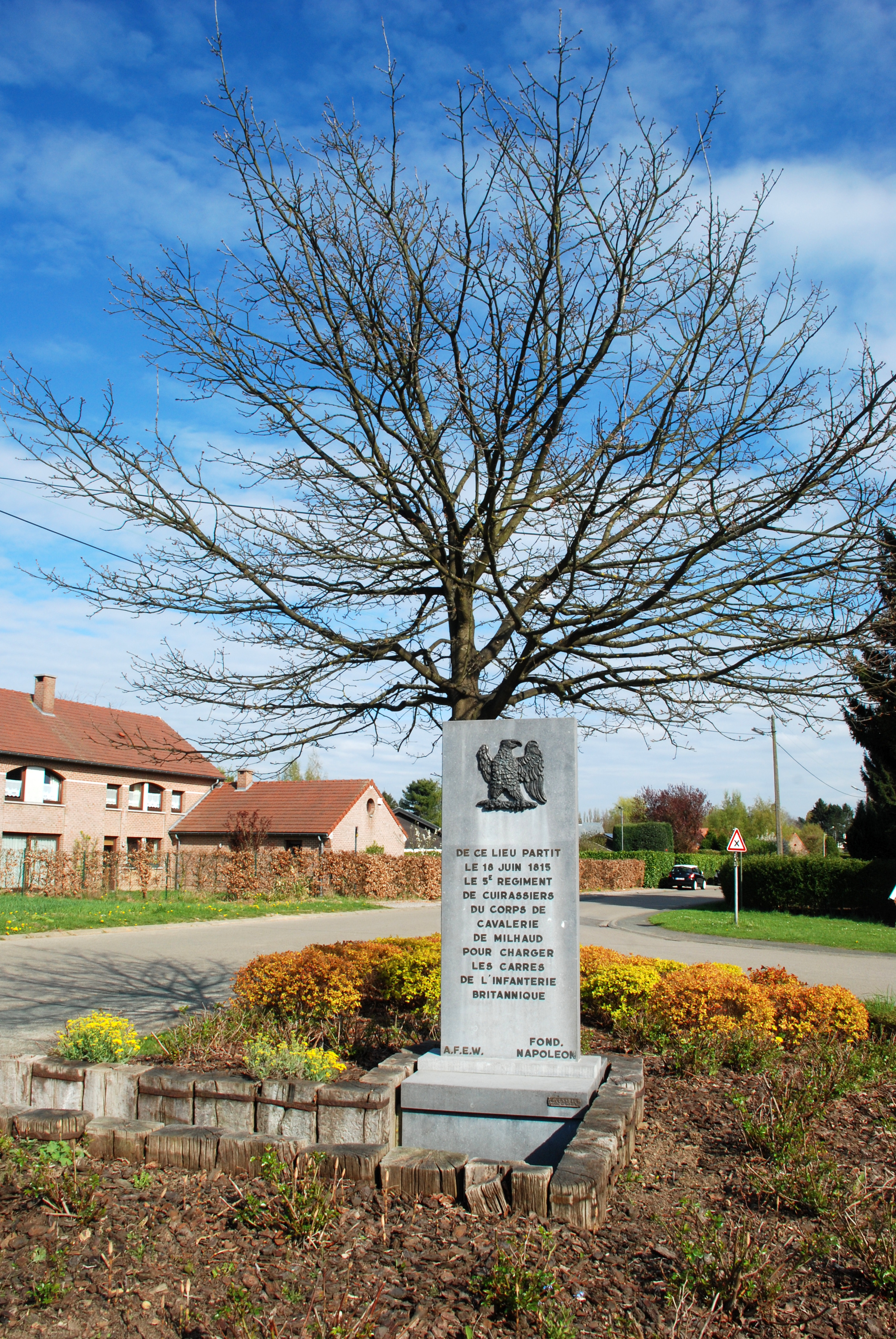

## Historique
La stèle marque l'endroit d'où le 5e régiment de cuirassiers du corps de cavalerie du général Milhaud partit pour charger l'infanterie britannique le 18 juin 1815.
Elle a été érigée par la Fondation Napoléon et l'Association Franco-Européenne de Waterloo (A.F.E.W.) et inaugurée le 19 octobre 1991.

## Description

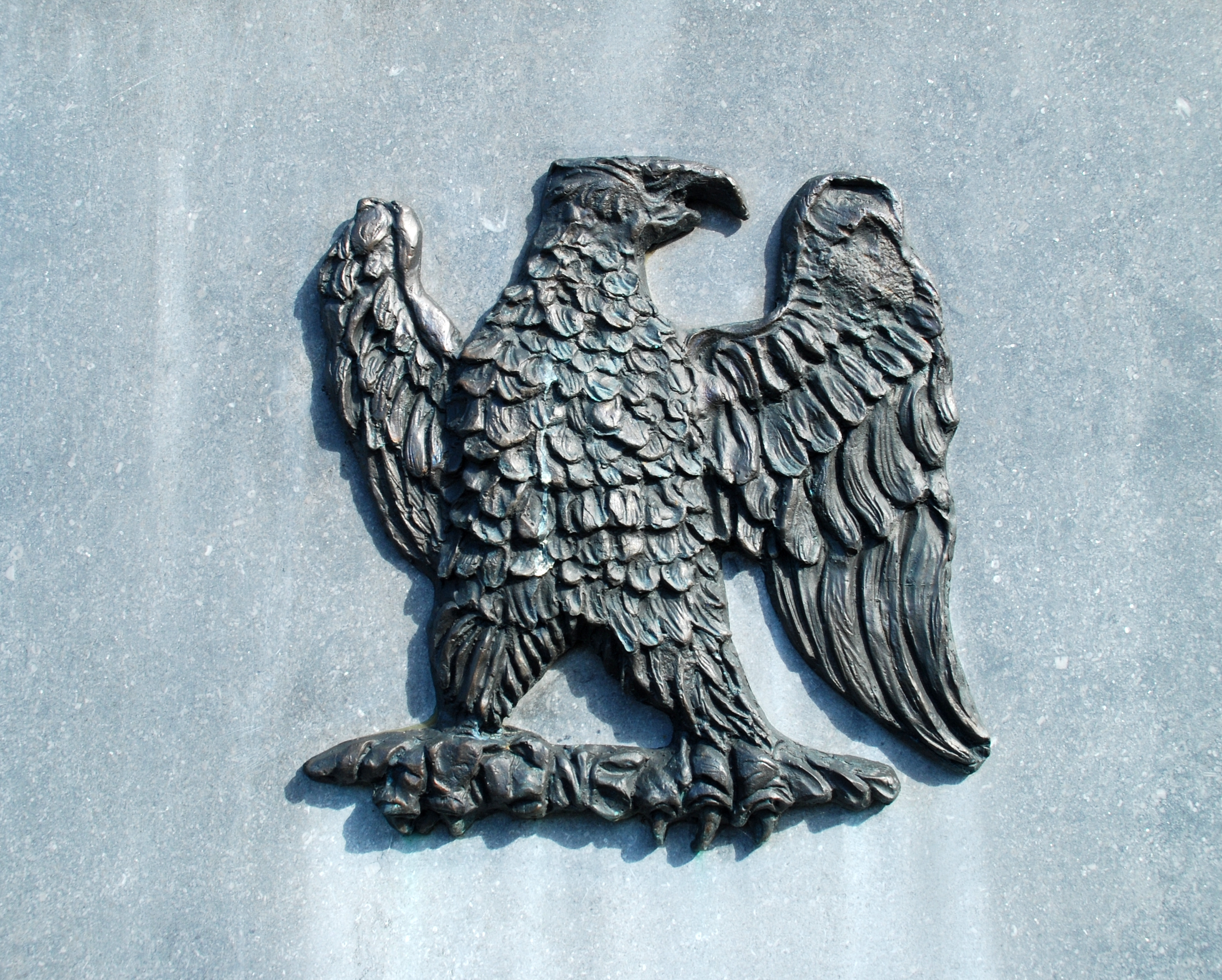
L'aigle napoléonienne.

Le monument est une simple stèle en pierre bleue portant un hommage au 5e régiment de cuirassiers, surmonté de l'aigle napoléonienne :

« De ce Lieu Partit

Le 18 juin 1815

Le 5e Régiment

De Cuirassiers

Du Corps De

Cavalerie

De Milhaud

Pour Charger

Les Carrés De

L'infanterie

Britannique »